# Павлово (Струго-Красненский район)
Павлово — деревня в Струго-Красненском районе Псковской области России. Входит в состав сельского поселения «Новосельская волость».

## География
Находится на северо-востоке региона, в южной части района, в лесной местности на реке Лонна, которая разделяет Павлово и д. Алексеевка.
Уличная сеть не развита.

## История
Согласно Закону Псковской области от 28 февраля 2005 года деревня Павлово вошла в состав образованного муниципального образования Цапельская волость.
До апреля 2015 года деревня Павлово входила в Цапельскую волость.
В соответствии с Законом Псковской области от 30 марта 2015 года № 1508-ОЗ деревня Павлово, вместе с другими селениями упраздненной Цапельской волости, вошла в состав образованного муниципального образования Новосельская волость.

## Население
| 2001 | 2002 | 2010 | 2011 |
| ---- | ---- | ---- | ---- |
| 10   | ↘8   | ↘4   | ↗6   |

## Инфраструктура
Личное подсобное хозяйство. Вывоз леса, деревообработка.
Почтовое отделение, обслуживающее д. Павлово, — 181125; расположено в д. Цапелька.

## Транспорт
Просёлочные дороги, одна из них ведет к бывшему волостному центру д. Цапелька (58К-582 Цапелька — Алексеевка).